# 久保田悠来
久保田悠來（日语：／ Kubota Yūki，1981年6月15日—），日本男演員。神奈川縣出身，隸屬於Japan Music Entarteiment事務所。身高180cm、體重62kg、A型。

## 主要作品

### 舞台劇
- switch（2007年） - 倉林春 役（主演）
- 網球王子舞台劇 The Imperial Presence 氷帝feat.比嘉（2008年7月-9月） -　飾演 跡部景吾（屬於氷帝A組）
- THE BUTTERFLY EFFECT－バタフライ・エフェクト（2008年10月-11月）
- 網球王子舞台劇 The Treasure Match 四天宝寺feat.氷帝（2008年12月-2009年3月） - 飾演 跡部景吾（屬於Guest日替身分）
- 幕末太陽伝～RUN&RUN　- 飾演 岡田以蔵（2009年1月29-2月1日，影像演出，1月30日有生演出一場）
- THE BUTTERFLY EFFECT－バタフライ・エフェクト（再演，2009年4月9日-12日）
- 「戦國BASARA」 飾演 伊達政宗（2009年）
- 「戦國BASARA3」 飾演 伊達政宗（2011年10月）
- 「戦國BASARA2」 飾演 伊達政宗（2012年5.6月）
- 「戦國BASARA3-瀨戶內響嵐」 飾演 伊達政宗（2012年11月）
- 「戦國BASARA3宴」 飾演 伊達政宗（2013年4月）

### 電視劇
- 鬼嫁日記2 第2集（2007年4月24日，富士電視台）
- 女帝 第4・5集（2007年8月3日・10日，朝日電視台）- 黑服
- 極道鮮師3 第4集（2008年5月10日，日本電視台）
- 牙狼〈GARO〉～魔戒閃騎～ 第9集（2011年12月1日，東京電視台） - JURAN
- TAKE FIVE～我们能盗取爱吗～ 第5・6集（2013年5月17日・24日，TBS） - 橘
- 假面騎士鎧武（2013年10月6日 - 2014年9月28日，朝日電視台）- 吳島貴虎 / 假面騎士斬月（聲）/ 假面騎士斬月・真（聲）
  - 烈車戰隊特急者VS假面騎士鎧武 春假合體特別篇（2014年3月30日，朝日電視台）- 吳島貴虎
- 警部補杉山真太郎（2015年1月12日 - 3月23日，TBS） - 新垣進也
- 新浪花金融道（2015年1月24日，富士電視台） - 黒住健太
- 抖S刑警 第10集（2015年6月13日，日本電視台） - 貝藤孝
- 婚活刑警 第1集（2015年7月2日，讀賣電視台） - 椎名正志
- 名偵探凱薩琳（朝日電視台）- 鈴木俊博 
  - 名偵探凱薩琳（2015年9月5日，朝日電視台）
  - 名偵探凱薩琳〜消失的繼承人〜（2016年3月20日，朝日電視台）
- Ya桑 築地發 美味事件簿 最終集（2016年8月26日，東京電視台） - 新田健太郎
- 科搜研之女
  - 第16季 第10集（2017年1月19日，朝日電視台） - 幸田輝人
  - 第21季 最終回（2022年4月7日，朝日電視台） - 山神芳彥
- 被討厭的勇氣 第9・10集（2017年3月9日・16日，富士電視台） - 近藤隆雅
- 三個歐吉桑3〜三次見正義使者!!〜 第8集（2017年3月10日，東京電視台） - 大冴
- 宇宙戰隊九連者 第5 - 21集（2017年3月12日 - 7月9日，朝日電視台）- Scorpio（スコルピオ）（聲）
- Thrill！〜黒之章〜 第4回（2017年3月19日，NHK BS Premium） - 川田滿
- 朋友遊戲（2017年4月6日 - 27日，神奈川電視台 等） - 東條蓮
- CODE:MIRAGE 第7 - 25集（2017年5月19日 - 9月22日，東京電視台） - サンダー / 武藤遼介
- 民眾之敵～這世道，不是很奇怪嗎！？～ 第2・3・5・8・10集（2017年10月30日 - 12月25日，富士電視台） - 安部崇裕
- 路人超能100（2018年1月18日 - 4月5日，東京電視台） - 密裏賢治
- 基度山恩仇記-華麗的復仇- 第3 - 9集（2018年5月3日 - 6月14日，富士電視台） - 牛山直紀
- Signal 長期未解決事件搜查班 第8・9集（2018年5月29日・6月5日 ，富士電視台） - 佐佐木刑警
- 明治東京戀伽（2019年4月9日 - 5月28日，神奈川電視台 等頻道 / U-NEXT線上即時播出） - 藤田五郎
- Two Weeks（2019年7月16日 - 9月17日，關西電視台・富士電視台系） - 間宮裕
- 夏洛克：未敘之章 第8集（2019年11月25日，富士電視台） - 柴田雅樹
- 八王子殭屍（2020年1月11日 - 2月29日，TOKYO MX） - 仁
- 出租什麼都不幹的人 第12集（2020年9月30日，東京電視台） - 酒保
- 夢到那女孩 第5集（2020年10月30日，東京電視台）
- 警視廳強行犯係樋口顯 最終集（2021年2月19日，東京電視台） - 荒木道男
- 小女侍 第21 - 23週（2021年4月26日 - 5月14日，NHK） - 四ノ宮一雄
- 警視廳・搜查一課長 season5 第3集（2021年4月29日，朝日電視台） - 溝口俊輔
- 愛情幻影 第3 - 10集（2021年5月27日 - 7月15日， MBS 等） - 深見佑
- AVALANCHE 第2集（2021年10月25日，關西電視台・富士電視台系） - 永井慎吾
- 第33回富士電視台年輕人劇本大獎「在跳舞場」（2021年12月30日，富士電視台） - 宮内悟
- 嗨帅哥！！ 第1 - 3集，8集（2022年1月8日 - 2月26日，東海電視台・富士電視台） - 竜也
- 勿說是推理 第1 - 3，11・12集（2022年1月10日 - 3月28日，富士電視台） - 犬堂甲矢
- 金鱼妻（2022年2月14日，Netflix） - 润
- 家政夫三田園 第5季 第4集（2022年5月13日，朝日電視台） - 都築由紀夫
- 鋼盔 第7集 - 最終話（2022年8月17日 - 9月14日，富士電視台） - 大木隆之
- silent（2022年10月6日 - 12月22日，富士電視台） - 根津
- 風間公親－教場0－ 第1集（2023年4月10日，富士電視台） - 蘆澤健太郎
- 育休刑警 第5集（2023年5月16日，NHK綜合・NHK BS4K）- 遠藤昌一
- 隼消防團 第5集（2023年8月17日，朝日電視台） - 浅野ヤスノリ
- Hyena（2023年10月20日 - 12月8日，東京電視台）- 榎本雄彌
- 被買來的男人（2024年4月18日 - 6月20日，大阪電視台） - 龍一
- Miss Target 第1集（2024年4月21日，朝日放送電視台・朝日電視台）- 榊原誠
- 老公，你能不能去死一死（2025年4月7日 - 6月23日，東京電視台） - 千田慎一
- DOPE 麻藥取締部特搜課 第3集（2025年7月18日，TBS）- 高野吉弘
- DOCTOR PRICE 第5集（2025年8月10日，讀賣電視台・日本電視台） - 卷原秀一

### 電影
- Dear Friends（2006年）
- 假面騎士 THE NEXT（2007年）
- 牙狼 蒼哭魔龍 (2013年)
- 假面騎士×假面騎士 鎧武 & Wizard 天下決勝之戰國MOVIE大合戰（2013年12月14日）：飾 吳島貴虎 / 假面騎士斬月（聲）
- 平成騎士對昭和騎士 假面騎士大戰feat.超級戰隊（2014年3月29日）：飾 吳島貴虎 / 假面騎士斬月·真（聲） 、 假面騎士真（聲）
- 劇場版 假面騎士鎧武 足球大決戰！黃金果實爭奪杯！（2014年7月19日）：飾 吳島貴虎 / 假面騎士斬月．真（聲）
- 假面騎士×假面騎士 Drive & 鎧武 MOVIE大戰 Full Throttle（2014年12月13日）：飾 吳島貴虎 / 假面騎士斬月（聲） / 假面騎士斬月．真（聲）

### 活動
- Talk Event（大阪2008年9月20.21日，東京2008年10月11.12日）
- JUMP FEASTA 2009（2008年12月20日，網球王子活動中出席）
- First寫真集發賣紀念握手會（2009年1月31日，東京福家書店銀座店）

### 個人書籍
- 久保田悠来First寫真集，2009年1月29日發售
- 「悠来の休日」ON TIME・OFF TIME Photobook（2011年1月23日發售）
- BUTLER×BATTLER OFFICIAL PHOTO BOOK 【久保田悠来 EDITION】（發售期間：2011年2月4日 - 8月3日）
- DVD寫真集『iroHon』（2020年8月29日發售）

### 雜誌連載
- 日本映画navi 久保田悠来の「悠遊自適」（2015年7月 vol.58 - 2017年5月 vol.69）

## 外部連結
- 久保田悠来個人官網 （页面存档备份，存于）
- 久保田悠来 official blog （页面存档备份，存于）
- 久保田悠来的X（前Twitter）
- 久保田悠来的Instagram帳戶
- YouTube上的久保田悠来頻道